# Eugen von Halácsy
Eugen von Halácsy (eller Jenő Halácsy), född 1842 i Wien, död 1913, var en österrikisk läkare och botaniker.

## Biografi
År 1865 förvärvade Eugen von Halácsy den medicinska doktorsgraden i Wien.
Tjänstgjorde därefter under kirurgen Johann von Dumreicher under kriget med Preussen. 
1867 – 1896 var han verksam som allmänläkare i Wien.
År 1912 blev han hedersdoktor vid Atens universitet.

## Publikationer
- Oesterreichische Brombeere etc. Meddelande i Oesterreichische botanische Zeitschrift 1891.

- Botanische Ergebnisse einer im Auftrage der Hohen Kaiserl Akademie der Wissenschaften Unternommenen Forschungsreise in Griechenland, 1894
  - Full text finns att läsa på adressen  (22 + 51 sidor)

- Flora von Niederösterreich. Zum Gebrauche auf Excursionen und zum Selbstunterricht bearbeitet von Eugen von Halácsy, 1896.
  - Full text finns att läsa på adressen  (631 sidor)

Halácsy intresserade sig särskilt för floran på Balkanhalvön och gjorde flera botaniska resor till Grekland. Därvid samarbetade han med Theodor von Heldreich, chef för botaniska trädgården i Aten.
Detta resulterade i Conspectus florae Graecae, i tre band.
Full text finns att läsa på följande adresser:
- Band 1, Leipzig 1900 (825 sidor)
- Band 2 Leipzig 1902 (520 sidor)
- Band 3 Leipzig 1904 (519 sidor)

Hans herbarium finns bevarat vid universitetet i Wien.
- Lista över 36 arter arter beskrivna av Halácsy

## Eponymer
Halácsy har hedrats med följande eponymer:
- Släkte
  - (Boraginaceae) Halacsya
- Arter
  - (Asteraceae) Pilosella halacsyi (Heldr. ex Hal.) Soják
  - (Campanulaceae) Halacsyella
  - (Rosaceae) Drymocallis halacsyana (Degen) Kurtto & Strid
  - (Rosaceae) Rosa halacsyi Heinr.Braun
  - (Scrophulariaceae) Verbascum halacsyanum Sint. & Bornm. ex Halácsy

Auktorsnamnet Halácsy kan användas för Eugen von Halácsy i samband med ett vetenskapligt namn inom botaniken; se Wikipediaartiklar som länkar till auktorsnamnet.